# Zamek Homole
Zamek Homole – ruiny zamku na wzniesieniu Gomoła (733 m n.p.m.) na Wzgórzach Lewińskich, ponad przełęczą Polskie Wrota (ziemia kłodzka, Sudety Wschodnie).

## Historia
Już w pierwszych wiekach n.e. przez przełęcz Polskie Wrota prowadził wariant szlaku bursztynowego, a we wczesnym średniowieczu była to uczęszczana droga handlowa łącząca Śląsk z Czechami zwana Polską Drogą (Polenweg). W XI w. istniał tam drewniany gródek strzegący traktu. Murowany zamek wzniesiono pod koniec XIII wieku lub w wieku XIV. Pierwszym znanym właścicielem zamku był Titzko (Tyczko) von Pannwitz, który był wzmiankowany w 1346 roku. Zamek był centrum dóbr rodziny von Pannwitzów. Jego synowie sprzedali zamek nowemu właścicielowi, którym był Dětrich z Janovic. Od 1414 roku właścicielem zamku stał się Boczek II z Podiebradów. Po jego śmierci w 1417 roku właścicielem zamku stał się jego syn, zagorzały zwolennik utrakwistów, Wiktoryn z Podiebradów, który zmarł w 1427 roku. Dziedzicem zamku został jego 7-letni syn Jerzy z Podebradów, późniejszy król Czech. Zamek został zdobyty przez husytów w 1428 r. i stał się ich główną siedzibą na ziemi kłodzkiej. W tym czasie zaczął być określany jako Hrad Homole. Zamkiem władali wtedy Jan Holý zwany Holec, właściciel Nemošic i Mikuláš Trčka z Lípy. W 1434 r. został zdobyty przez najemników z Wrocławia i Świdnicy lub też ze Strzelina. W 1440 roku został zdobyty przez taborytę Jana Koldę z Žampachu. W latach 1444–1454 zamek należał do husyckiego dowódcy Hynka Krušiny IV z Lichtenburka i dopiero po jego śmierci zamek wrócił do prawowitego właściciela, którym był Jerzy z Podebradów (od 1458 roku król). Po śmierci króla doszło do podziału jego majątków i zamek wraz z okolicznymi dobrami otrzymał jego syn Henryk I Starszy z Podiebradów. W 1470 roku jako burgrabia zamku jest wzmiankowany Wacław (Wenzel) Holub z Provuzy.
Do 1477 r. zamek kilkukrotnie zmieniał właścicieli, drogą sprzedaży bądź dziedziczenia, by w końcu zostać odsprzedanym Hildebrandowi von Kauffungowi z Łużyc i odłączonym od ziem Korony Czeskiej. Zamek stał się tym samym stolicą niewielkiej domeny (tzw. „państewka homolskiego”) obejmującej Duszniki-Zdrój, Lewin Kłodzki i 21 okolicznych wsi.
Potomkowie Kauffunga stali się z czasem rycerzami-rabusiami, co spowodowało, że ich suwerenność przestała być tolerowana: w 1534 r. wojska cesarskie zdobyły zamek, który następnie skonfiskowano, a ostatniego właściciela stracono w Wiedniu. W 1536 roku narysował go podczas podróży z palatynem Ottheinrichem do Krakowa Matthias Gerung (jako Lewinski Zamek – Burg Hummel na weducie Náchodu). Od 1560 r. zamek stał opuszczony, powoli popadając w ruinę.
W zamku dwukrotnie prowadzono prace archeologiczne – w 1810 i w 1962 roku. Odnaleziono wtedy między innymi fragmenty ceramiki.

## Architektura
Zamek składał się z kamiennego stołpu około 30-metrowej wysokości o cylindrycznym kształcie, otoczonego murem obwodowym. Mur wydzielał dziedziniec o nieregularnych, zbliżonych do prostokąta granicach, długości ok. 45, szerokości ok. 18 m; wieża umieszczona była w jego centrum. Do obecnych czasów zachował się jedynie fragment wieży i kilkumetrowy odcinek muru zewnętrznego oraz ślady suchej fosy.

## Turystyka
W XVIII wieku, kiedy Duszniki-Zdrój stały się kurortem wzrosło zainteresowanie ruinami wśród turystów i kuracjuszy. W latach 1788–1789 zbudowano dla nich w ruinach aleję, altanę, ustawiono ławki. Przypuszczalnie okolice zamku odwiedził 4 lipca 1778 przyszły król pruski Fryderyk Wilhelm II (źródła pisane mówią o tablicy pamiątkowej, która nie zachowała się do obecnych czasów).
Przy ruinach zaczyna się szlak turystyczny:
- Zamek Homole – Bukowy Stawek – Ludowe – Przełęcz Polskie Wrota – Lewin Kłodzki – Przełęcz Lewińska

U północnego podnóża góry przebiega Główny Szlak Sudecki:
- Kudowa-Zdrój – Dańczów – Przełęcz Lewińska – Przełęcz pod Grodczynem – Bukowy Stawek – Ludowe – Duszniki-Zdrój – Jamrozowa Polana – Kozia Hala – Podgórze PL/CZ – Sołtysia Kopa – Zieleniec – Lasówka – Schronisko PTTK „Jagodna” (Przełęcz Spalona) – Ponikwa – Długopole-Zdrój

Około 2004 r. w zachodniej części dziedzińca zamkowego postawiono drewnianą wiatę, w 2016 r. zawalona.

## Galeria

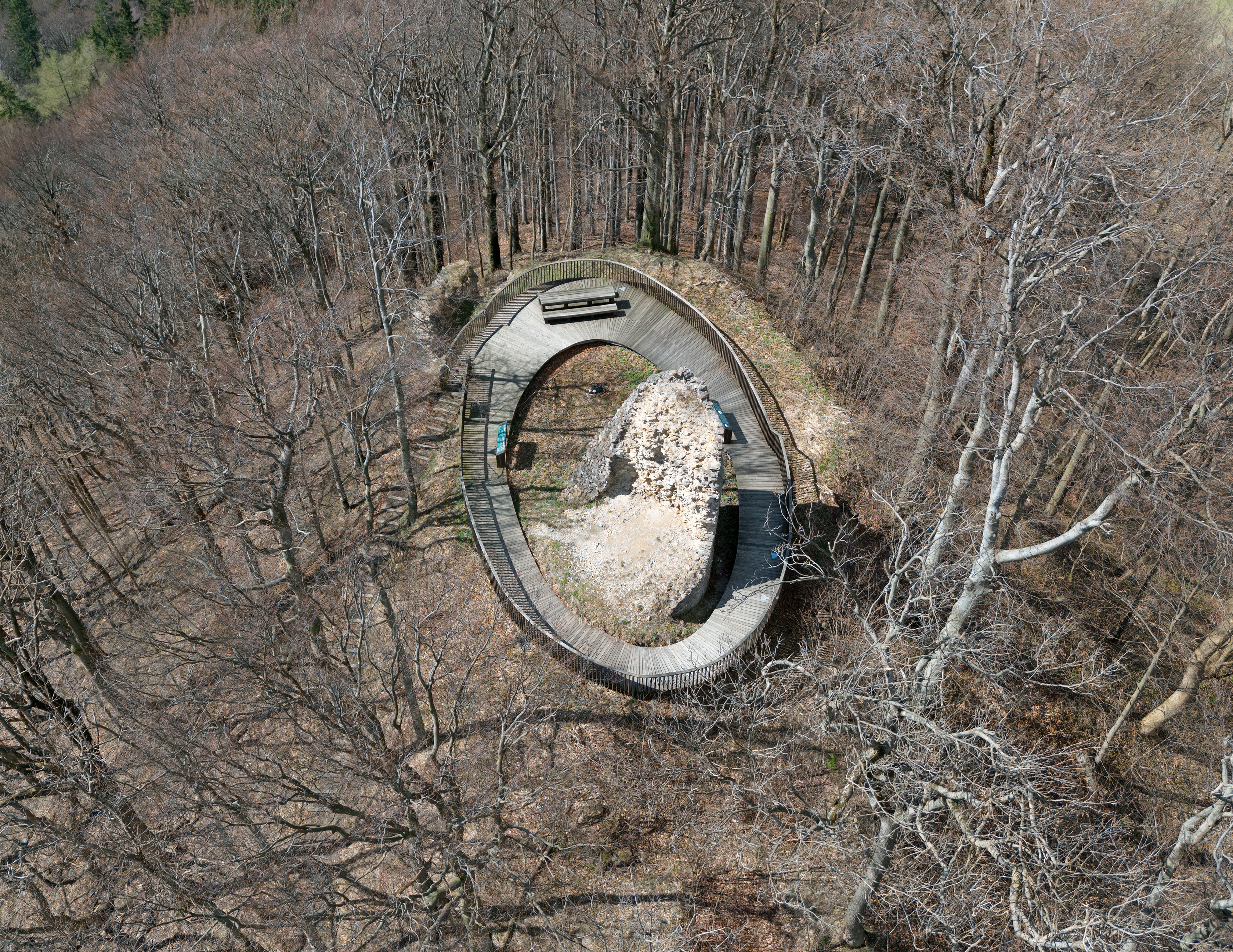
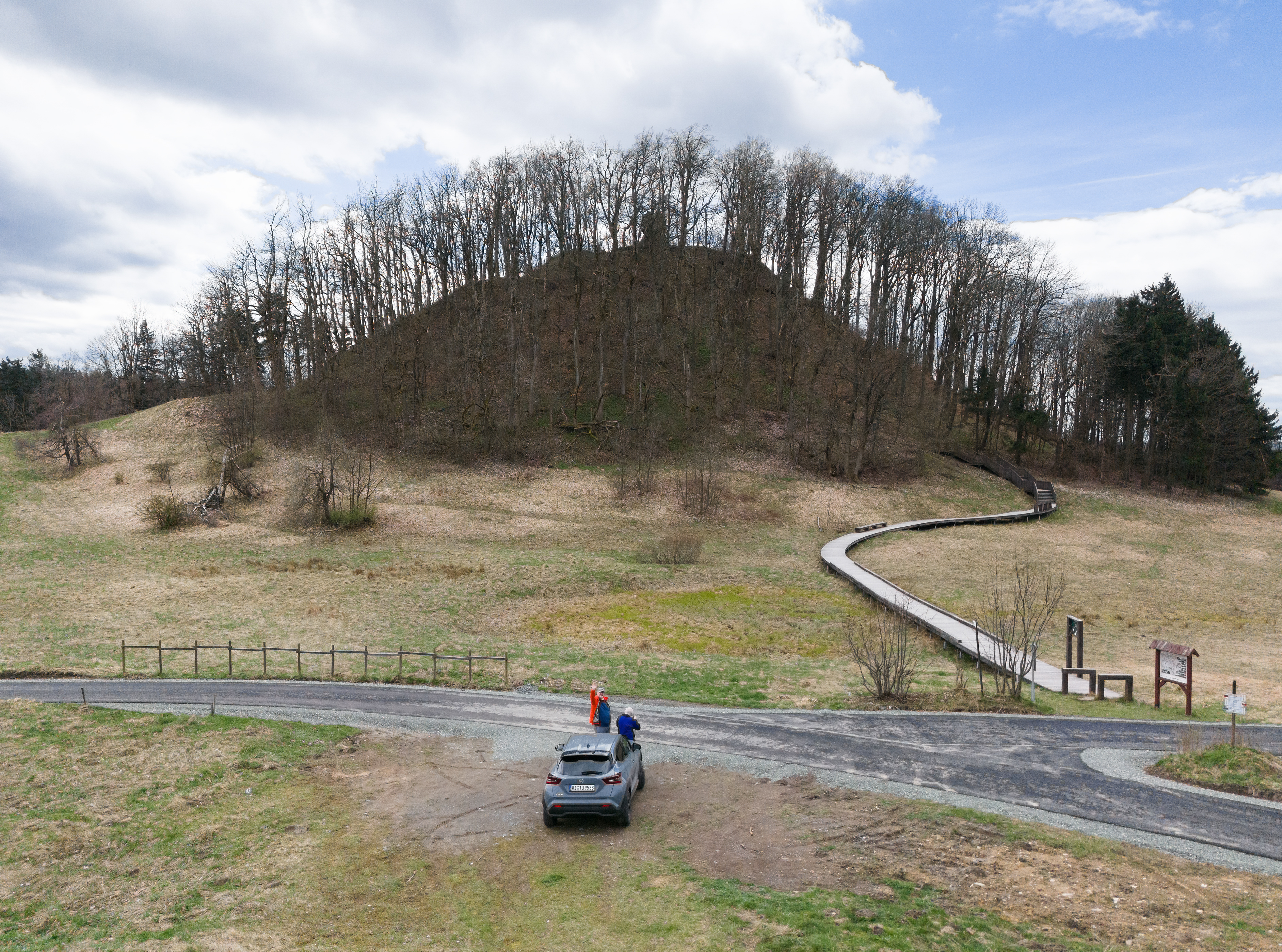
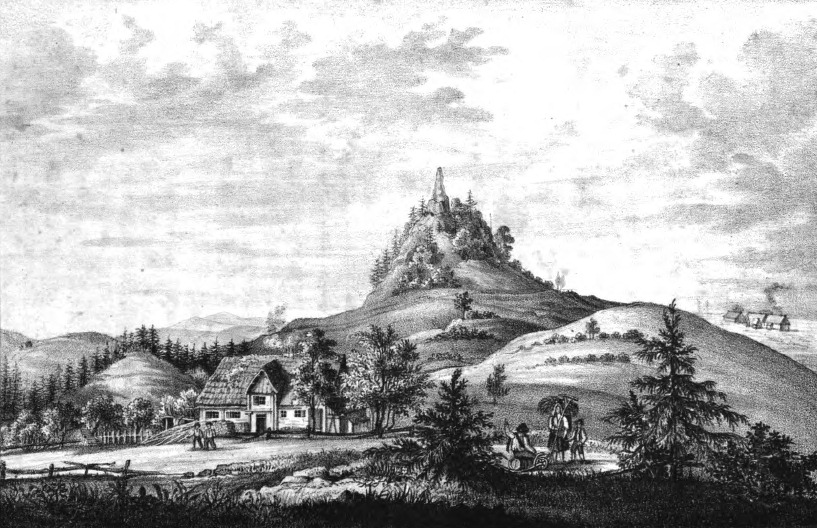
Ruiny około 1825 roku
Plan ruin
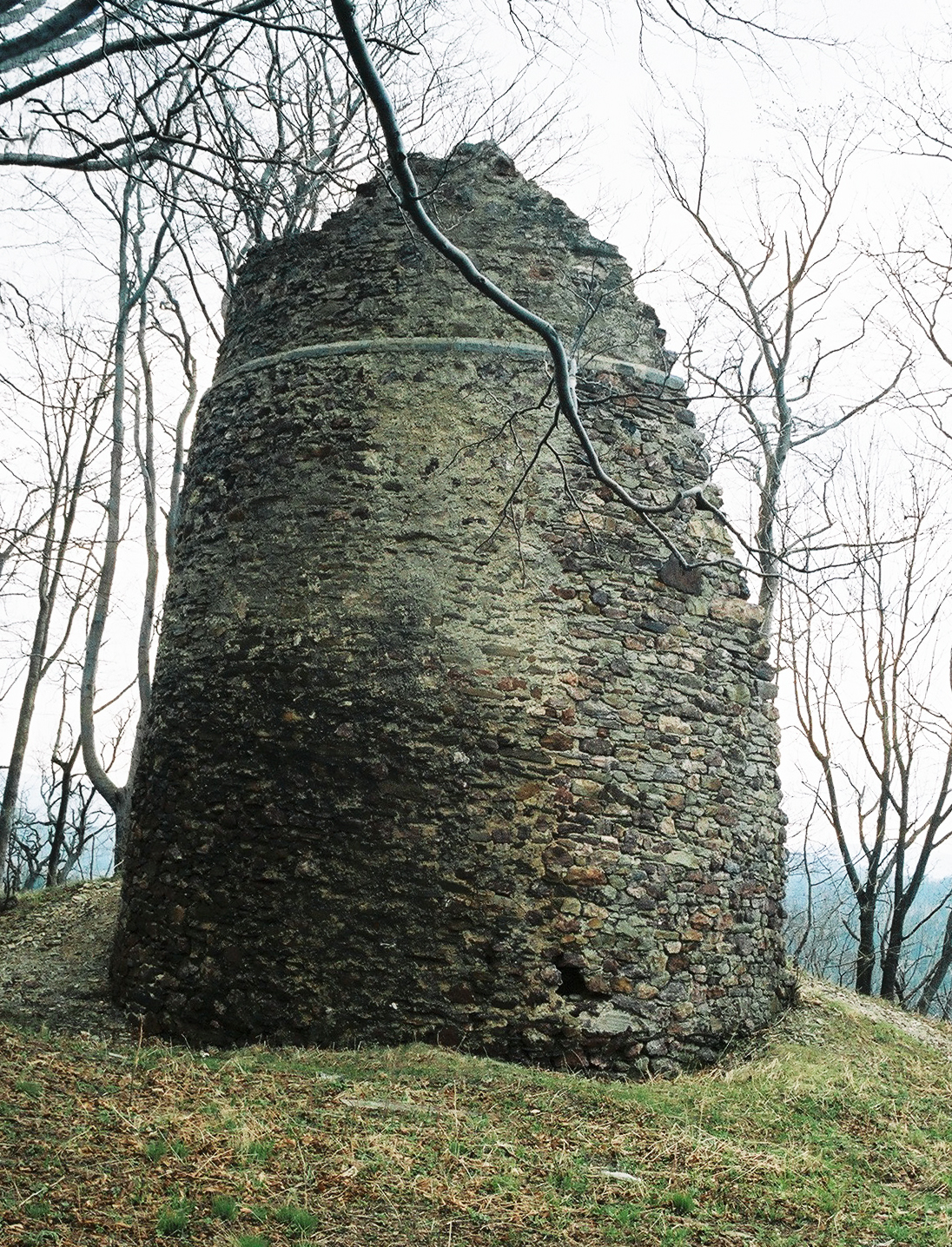
Ruina stołpu (wieży)